# Reronga
Reronga is een bestuurslaag in het regentschap Bener Meriah van de provincie Atjeh, Indonesië. Reronga telt 1615 inwoners (volkstelling 2010).